# Agylla vestalis
Agylla vestalis är en fjärilsart som beskrevs av William Schaus 1894. Agylla vestalis ingår i släktet Agylla och familjen björnspinnare. Inga underarter finns listade i Catalogue of Life.